# Nordvietnam
Nordvietnam var en självständig socialistisk stat i Sydostasien under åren 1945–1976. Sedan 2 juli 1976 utgör Nordvietnam och Sydvietnam tillsammans staten Vietnam.
Den 10 januari 1969 blev Sverige första västliga land att erkänna Nordvietnam.

## Historik
Nordvietnams ursprung har sin upprinnelse i andra världskriget. Under kriget kämpade den kommunistorganiserade enhetsfronten Vietminh för Vietnams självständighet emot den Vichylojala franska kolonialmakten och den japanska ockupationsmakten (som samarbetade i Franska Indokina). Vietminh ökade särskilt sitt folkliga stöd under kampen mot en svält som drabbade kolonin på grund av Japans exploatering av området. 
Efter Japans kapitulation utropade Vietminhs ledare Ho Chi Minh Demokratiska republiken Vietnams självständighet 2 september 1945 i hela området som utgör dagens Vietnam. Den franska kolonialmakten accepterade dock inte Vietnams självständighet vilket ledde till Indokinakriget. Franska Indokina blev ett slagfält i det kalla kriget då västvärlden (främst USA) stöttade Frankrike och östblocket stöttade Demokratiska republiken Vietnam.
Efter slaget vid Dien Bien Phu 1954 var Frankrike besegrat och i fredsavtalet delades Vietnam upp i två zoner i norr och syd. Enligt fredsavtalet var uppdelningen tänkt att vara tillfällig, tills allmänna val kunde hållas. USA (som inte var en part vid fredsförhandlingarna) ville dock inte acceptera ett kommunistiskt Vietnam. (Man trodde att Ho Chi Minh med lätthet skulle vinna ett rättvist och fritt val.) Med USA:s stöd etablerade därför Ngo Dinh Diem Sydvietnam (formellt Republiken Vietnam) i södra Vietnam. Vietnam var nu de facto uppdelat i två stater (både stater hävdade suveränitet över hela Vietnam). 
Eftersom de utlovade valen aldrig hölls och den sydvietnamesiska repressionen mot före detta medlemmar i Vietminh ökade, inledde sydvietnamesiska kommunister (FNL) ett uppror mot Sydvietnam (stödda av Nordvietnam). USA stöttade Sydvietnam mer och mer vartefter upproret växte och efter Tonkinbuktsintermezzot i augusti 1964 trädde USA direkt in i konflikten vilket var Vietnamkrigets början.
Kriget innebar en intensiv bombningskampanj mot Nordvietnam och omfattande gerillakrigföring i Sydvietnam. Vid krigets slut 1975 upplöstes Sydvietnam och Syd- och Nordvietnam återförenades 1976.

### Fotnoter
1. ↑  ”Vietnam” (på engelska). World Statesmen. http://www.worldstatesmen.org/Vietnam.html. Läst 24 februari 2017.
2. ↑  Lena S. Karlsson (10 juli 2015). ”Ekot från Vietnam”. Dalademokraten. Arkiverad från originalet den 24 februari 2017. https://web.archive.org/web/20170224211804/http://www.dalademokraten.se/kultur/bocker/ekot-fran-vietnam. Läst 24 februari 2017.

- Världen i ett nötskal aktuell TVatlas och uppslagsbok ([Ny rev. utg.]). Stockholm: Generalstabens litografiska anstalts förlag. 1973. Libris 14949902
- Lockhart, Bruce M.; Duiker William J. (2006) (på engelska). Historical Dictionary of Vietnam [Elektronisk resurs]. Lanham: Scarecrow Press. Libris 22405250
- Neale, Jonathan (2001) (på engelska). The American War : Vietnam 1960-1975. The New Press